# Jüri Kurman
Jüri Kurman (auch George Kurman, * 10. Juni 1942 in Tallinn; † 12. Dezember 1994 in Macomb, Illinois) war ein amerikanischer Literaturwissenschaftler und Übersetzer estnischer Herkunft.

## Leben
Kurmans Eltern flüchteten 1944 mit ihm nach Deutschland und übersiedelten 1947 in die USA, sodass er seine ersten Schuljahre in New York auf der dortigen estnischen Schule verbrachte. Nach einem Bachelor an der Cornell University machte er 1966 seinen Magister an der Columbia University und 1969 seinen Doktor an der Indiana University Bloomington mit einer Arbeit über die estnisch-finnischen Literaturbeziehungen. Danach war er bis zu seinem Tode Professor für allgemeine und vergleichende Literaturwissenschaft an der Western Illinois University.

## Werk
Kurman deckte die ganze Bandbreite der estnischen Philologie ab, da er sowohl zur estnischen Sprache als auch zur Literatur publizierte und zudem auch als Übersetzer tätig war. Seine Arbeit zum Werdegang der estnischen Schriftsprache basiert zwar auf vorhandenen Forschungen, wurde als gute englischsprachige Darstellung in der Kritik dennoch gelobt. Neuland betrat er mit seiner umfangreichen Untersuchung zu den estnisch-finnischen kulturellen Verbindungen, die sich vornehmlich auf das 19. Jahrhundert beziehen. Am meisten beachtet wurde seine englische Übersetzung des estnischen Nationalepos Kalevipoeg, das damit erstmals einem englischsprachigen Publikum zugänglich gemacht wurde. Außerdem schrieb er zahlreiche Rezensionen zur estnischen Literatur und publizierte sie in der Zeitschrift World Literature Today.

## Schriften

### Wissenschaftliche Werke
- The Development of Written Estonian. Bloomington / The Hague: University of Bloomington, Indiana / Mouton & Co 1968 (Uralic and Altaic Series 90). 120 S.
- Lisateateid Kreutzwaldi hiljuti leitud kirjast, in: Mana 34, 1968, S. 98–99.
- Tuglas on ja jääb Tuklaks, in: Mana 35, 1969, S. 28–30.
- Literatures in contact: Finland and Estonia. New York: Estonian Learned Society in America 1972. 196 S.
- Literary Censorship in General and in Soviet Estonia, in: Journal of Baltic Studies 1/1977, 3–15.
- Estonian literature, in: Tönu Parming / Elmar Järvesoo (eds.): A case study of a Soviet republic. The Estonian SSR. Boulder, Colorado 1978, S. 247–280.
- Kosmos, keel ja gnostitsismi: Viivi Luige kahe romaani kolmainsus, in: Mana 61/62, 1992, S. 86–89.

### Übersetzungen
- Artur Alliksaar: The Nameless Island, in: Fire and Night. Five Baltic Plays. Alfreds Straumanis (ed.). Prospect Height, Ill.: Waveland Press, Inc. 1986, S. 311–384.
- Helmut Tarand: (3 Gedichte), in: Estonia 3/1989, S. 107–109.
- Enn Vetemaa: Illuminations, in: Confrontations with Tyranny. Ed. by Alfreds Straumanis. Prospect Heights, Ill.: Waveland Press, Inc. 1977, S. 325–359.
- Friedrich Reinhold Kreutzwald: Kalevipoeg. An Ancient Estonian Tale. Moorestown, New Jersey: Symposia Press 1982. 301 S.

## Auszeichnungen
- 1988 Kreutzwald-Erinnerungsmedaille

## Sekundärliteratur
- Paul Ariste: Eesti kirjakeele ajalugu ingliskeelsele lugejale, in: Keel ja Kirjandus 11/1968, S. 699–700.
- Paul Reets: „Kalevipoja“ ingliskeelse tõlke puhul, in: Mana 53, 1984, S. 38–41.
- Enn Soosaar: „Kalevipoeg“ kolmandas suurkeeles, in: Keel ja Kirjandus 12/1984, S. 753–757.
- Oskar Kruus: Professor Jüri Kurmani meenutuseks, in Looming 2/1995, S. 282–283.